# Дадаев, Степан Павлович
Степа́н Па́влович Дада́ев (15 [28] октября 1902 — 26 апреля 1945) — гвардии старшина Рабоче-крестьянской Красной Армии, участник Великой Отечественной войны, Герой Советского Союза (1945).

## Биография
Степан Дадаев родился 15 (28) октября 1902 года в селе Сосновка (ныне — Башмаковский район Пензенской области) в крестьянской семье. Получил начальное образование, до войны более чем десять лет был председателем колхоза в родном селе.
8 августа 1941 года Дадаев был призван на службу в Рабоче-крестьянскую Красную Армию. Место призыва: Башмаковский РВК, Пензенская обл., Башмаковский р-н. С сентября того же года — на фронтах Великой Отечественной войны. Участвовал в боях под Старой Руссой, Сухиничами, Жиздрой, освобождении Хотынца, Карачева, Брянска, Белорусской и Литовской ССР, форсировании Немана под Алитусом. К апрелю 1945 года гвардии старшина Степан Дадаев был стрелком и парторгом роты 17-го гвардейского стрелкового полка, 5-й гвардейской стрелковой дивизии, 8-го гвардейского стрелкового корпуса, 11-й гвардейской армии, 3-го Белорусского фронта. Отличился во время боёв в Восточной Пруссии.
Дадаев активно участвовал в боях за Кёнигсберг. Так, в одну из ночей он вместе со своим взводом ворвался в дом, занятый войсками противника, и очистил его. В том бою в общей сложности было уничтожено более 60 солдат и офицеров противника, захвачено большое количество трофеев.

### Подвиг
Особенно Степан Дадаев отличился в ходе Восточно-Прусской наступательной операции, при взятии города-крепости Кёнигсберг (ныне Калининград), военно-морской базы Пиллау, при форсировании пролива Зеетиф и захвате плацдарма на косе Фрише-Нерунг.
В ночь с 25 на 26 апреля Дадаев одним из первых переправился через пролив, соединяющий Балтийское море с Калининградским заливом, на Балтийскую косу. Он принял активное участие в отражении четырёх вражеских контратак. В бою Дадаев был ранен в руку и ногу, но продолжал сражаться. Погиб в том бою. Похоронен в городе Балтийске Калининградской области.
Указом Президиума Верховного Совета СССР от 29 июня 1945 года за «образцовое выполнение боевых заданий командования на фронте борьбы с немецкими захватчиками и проявленные при этом отвагу и геройство» гвардии старшина Степан Дадаев посмертно был удостоен высокого звания Героя Советского Союза. Также был награждён орденами Ленина, Отечественной войны 2-й степени и Славы 3-й степени. Навечно зачислен в списки личного состава воинской части.
В честь Дадаева названы улицы в Калининграде, Балтийске и деревне Сосновка.

## Память
- Имя Героя высечено золотыми буквами в зале Славы Центрального музея Великой Отечественной войны в Парке Победы города Москвы.
- На Балтийской косе в месте высадки десанта установлен памятный знак 26 Героям Советского Союза.

В Калининграде и Балтийске названы улицы именем Дадаева.
- Памятная доска Героям Советского Союза Дадаеау С. П. и Тарасевичу К.М. в Балтийске.
- Памятный знак 26 Героям Советского Союза и Герою России Анатолию Дорофееву за бои на Косе Балтийской. Коса 6.9.2016.
- Памятник погибшим при штурме Пиллау (Балтийск) и на косе Фриш-Нерунг в апреле 1945 г. Балтийск 2016.
- Памятная доска на месте перезахоронения останков воинов погибших на косе Фрише-Нерунг в апреле 1945.
- Памятная доска в Калининграде.